# Hans Blüher
Hans Blüher (17 février 1888, Freiburg-in-Schliesen, province de Silésie – 4 février 1955, Berlin) est un philosophe allemand. Il est connu comme l'un des premiers défenseurs de la libération homosexuelle allemande avant la Première Guerre mondiale et se fait connaître comme l'auteur de Wandervogel en 1912, plaidoyer de l'amitié formatrice entre jeunes gens. Il publie Die Rolle der Erotik in der männlichen Gesellschaft, publié en deux tomes en 1917 et 1919.

## Historique
Ses idées sur l'alliance virile entre hommes, contre l'influence des femmes, et sur la communion avec la nature rencontrent un certain intérêt à l'époque de l'Allemagne de Weimar, mais elles sont combattues par le NSDAP surtout après la nuit des Longs Couteaux qui met un terme définitif à la tolérance envers l'homosexualité, surtout masculine. Himmler déclare que les idées de Blüher sont particulièrement dangereuses. Celui-ci cesse de publier dès 1933. Ses œuvres sont rééditées après la Seconde Guerre mondiale, mais elles sont considérées alors comme datées et étudiées plutôt dans un contexte historique lié aux dernières années de l'Empire allemand et de la république de Weimar. Il est accusé aujourd'hui de misogynie, de néoplatonisme et de trop exalter les mythes fondateurs germaniques en lien avec la nature et de dénigrer l'intellectualisme juif coupé selon lui de cette même nature.
Il s'installe en 1924 à Berlin-Hermsdorf continue à écrire et ouvre un cabinet pour des consultations en tant que psychologue. Il est marié et père de deux enfants. Il publie son œuvre majeure en 1949, Die Achse der Natur (L'Axe de la nature).

## Pensée
Son livre Die Rolle der Erotik in der männlichen Gesellschaft (Le Rôle de l'érotique dans la société masculine) publié en 1917 (second tome en 1919) comporte en sous-titre Eine Theorie der menschlichen Staatsbildung nach Wesen und Wert : Une théorie de la formation de l'État humain d'après l'être essentiel et la valeur. Il se considérait comme un précurseur et voulait creuser l'étude des lois de la nature dans ce domaine.
À propos du mécanisme de refoulement, Blüher perçoit que les pulsions homosexuelles de la société sont largement perçues comme négatives, ce qui explique que la société cherche à les refouler. La confusion de départ entre androgynie et bisexualité fait fausse route : l'orientation sexuelle ne correspond pas selon lui à un genre plus ou moins masculin ou féminin, mais elle est innée et comporte un destin particulier. Il appelle cette orientation « inversion », afin de souligner qu'il s'agit d'une création de la nature de premier ordre, alors que ce que les psychiatres ont trouvé et nommé « homosexualité » ne repose que sur un projet fumeux pour pouvoir être mis dans une case et désigner une certaine pathologie. Il refuse le terme de pathologie dans ce domaine et voit plutôt, dans cette orientation sexuelle, une recherche « héroïque ». En parallèle, la société actuelle s'autorise des héros comme modèles permettant le refoulement de ce qui est appelé aujourd'hui l'homosexualité.

## Publications (titres originaux)
- Wandervogel. Geschichte einer Jugendbewegung. (2 volumes) I.: Heimat und Aufgang II.: Blüte und Niedergang. 1. Auflage: Berlin-Tempelhof, 1912.
- Die Wandervogelbewegung als erotisches Phänomen, Berlin-Tempelhof 1912.
- Einer der Homere und anderes in Prosa, Leipzig, 1914.
- Führer und Volk in der Jugendbewegung, Iéna, 1917.
- Die Rolle der Erotik in der männlichen Gesellschaft (2 Bde.), Iéna 1917/19.
- Mehrehe und Mutterschaft. Ein Briefwechsel mit Milla von Brosch, Iéna, 1919.
- Merkworte für den freideutschen Stand, Hambourg, 1919.
- In medias res. Grundbemerkungen zum Menschen, Iéna 1919.
- Deutsches Reich, Judentum und Sozialismus, Prien, 1920.
- Werke und Tage (Geschichte eines Denkers). Autobiographie, Munich, 1953. Erstfassung: Iéna, 1920.
- Die Wiedergeburt der platonischen Akademie, Iéna, Diederichs, 1920.
- Die Aristie des Jesus von Nazareth. Philosophische Grundlegung der Lehre und der Erscheinung Christi, Prien, 1921.
- Der Judas wider sich selbst. Aus den nachgelassenen Papieren von Artur Zelvenkamp, Berlin, 1922. Publié sous pseudonyme.
- Die deutsche Renaissance. Von einem Deutschen, Prien 1924. Publié anonymement.
- Die Elemente der deutschen Position. Offener Brief an den Grafen Keyserling in deutscher und christlicher Sache, Berlin, 1927.
- Die humanistische Bildungsmacht, Leipzig, 1928. Postume Neufassung: Heidenheim an der Brenz, 1976.
- Philosophie auf Posten. Gesammelte Schriften 1916 – 1921, Heidelberg, 1928.
- Traktat über die Heilkunde insbesondere die Neurosenlehre, Iéna, 1926. 2. Auflage: 1928. 3., veränderte Auflage: Stuttgart, 1950.
- Die Erhebung Israels gegen die christlichen Güter, Hambourg, 1931.
- Die Achse der Natur. System der Philosophie als Lehre von den reinen Ergebnissen der Natur, Hambourg, 1949 (EA), Stuttgart, 1952.
- Die Rede des Aristophanes. Prolegomena zu einer Soziologie des Menschengeschlechtes, Hambourg, 1966. Kompilation postumer Schriften.
- Der Standort des Christentums in der lebendigen Welt, Hambourg, 1931.
- Streit um Israel, Hamburg, 1933. En collaboration avec Hans-Joachim Schoeps.
- Secessio Judaica. Philosophische Grundlegung der historischen Situation des Judentums und der antisemitischen Bewegung, Berlin, 1922. Veränderter Nachdruck Berlin, 1933.
- Die Achse der Natur (L'Axe de la nature), 1949

### Œuvres traduites en français
- Empédocle.
- Apparat critique additionnel pour Empédocle.
- Renaissance de l'Académie platonicienne.
- Wandervogel - Tome 1 - Paysages au matin du Wandervogel + Wandervogel - Tome 2 - Apogée et déclin, Éditions ACE, 2025.